# Vesnice

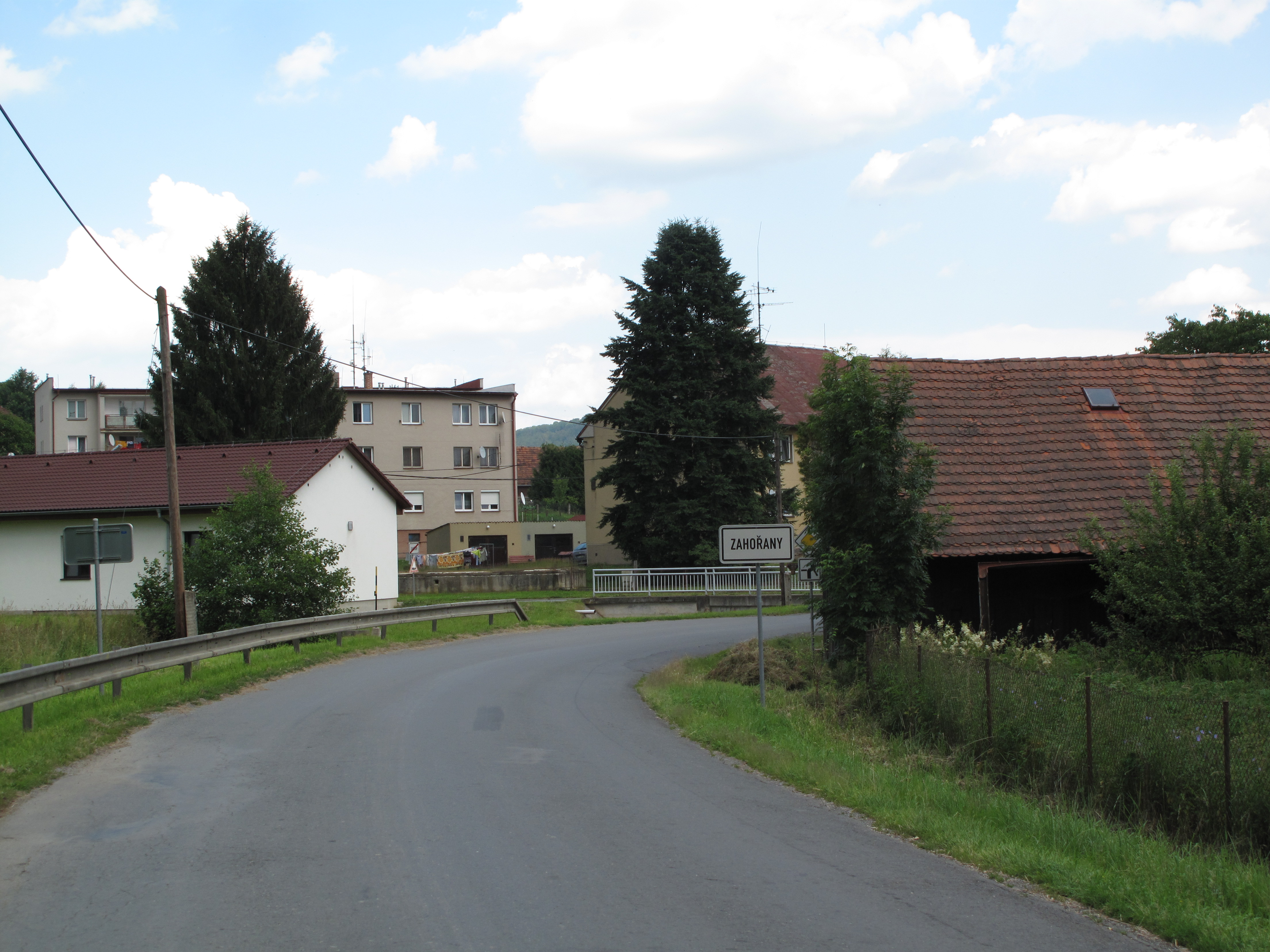
Vesnice Zahořany

Vesnice (též ves, víska, na Moravě dědina) je sídlo venkovského typu. Typicky je vesnice intravilánem (či jedním z několika intravilánů) venkovské obce. Některé vesnice jsou však místními částmi města, administrativně přičleněné k vlastnímu městu. V některých kontextech se za vesnici označují celé venkovské obce.

## Vymezení pojmu
Vesnice může být definována:[zdroj⁠?!]

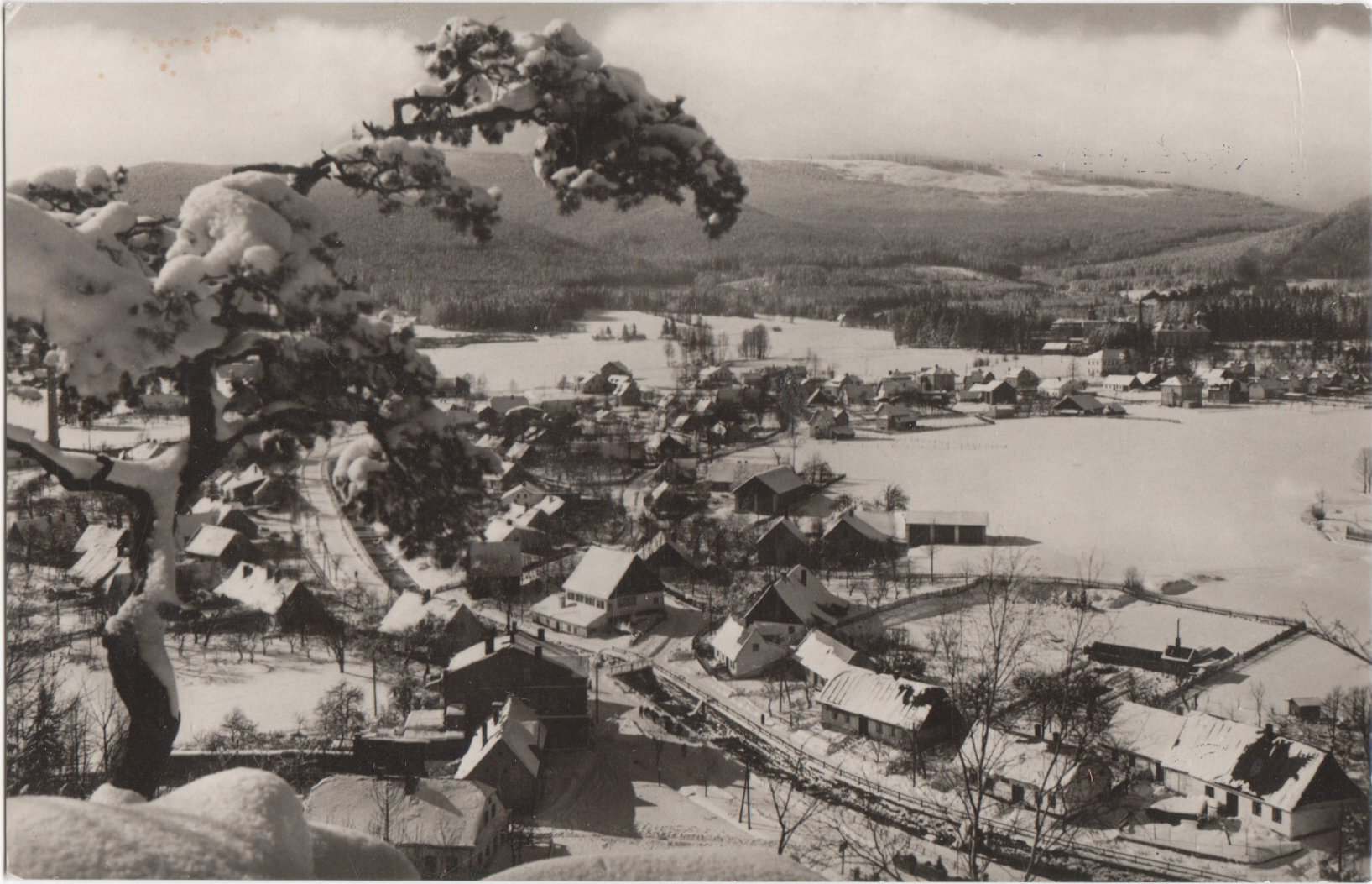
Pohled na neidentifikovanou idylicky zasněženou vesničku

- urbanisticky – sídlo, které je tvořeno typickou nízkopodlažní zástavbou s převážně rodinnými domy, s málo vyvinutou uliční sítí, dominantním prostorem návsi (fungující jako společenské a kulturní centrum) a vysokým podílem zeleně.
- architektonicky – sídlo s převažující nízkopodlažní zástavbou v rodinných domech postrádající přízemí určené pro obchodní činnost či služby. Venkovský dům je tvořen i rozsáhlejším zázemím sloužícím dříve pro hospodářskou činnost (zemědělská prvovýroba), dnes obvykle pro zajištění chodu domu. Dvůr a zahrada jsou vymezené a plní oddělené funkce. Významnou součástí vesnické architektury je tzv. pozdně / moderně vesnický styl[1].  Příkladem může být např. kunčický vodojem[2].
- sociálně – sídlo, kde jsou mezi jednotlivými obyvateli úzké sociálními kontakty, existuje zde dlouhodobá přirozená sociální kontrola a spoluúčast.
- ekonomicky – sídlo, kde převažuje zemědělství a primární výroba potravin, případně sídlo, kde významná část obyvatelstva vyjíždí do zaměstnání mimo sídlo.
- historicky – sídlo, které v minulosti nezískalo městská práva.

Vesnická (venkovská) obec bývá definována:
- administrativně – obec, kterou stát neurčil jako městečko, městys nebo město.
- statisticky – obec, která má počet obyvatel pod nějakou hranicí (v Česku se tradičně[zdroj⁠?!] používala[kdy?][kde?] hranice 2000 obyvatel, nověji[kdy?] převažuje[kde?] hranice 3000 obyvatel, která je zákonnou podmínkou pro jmenování obce městem. (Ve skutečnosti však z 609 měst v Česku má pouze 394 více než 3000 obyvatel a z 232 městysů pouze 2). Možným kritériem je též hustota zalidnění, a to buď zastavěného, nebo celého území obce.

V České republice má většina významnějších vesnic (zejména ty, které jsou nebo historicky byly samostatnými obcemi) vlastní katastrální území (zahrnující intravilán i extravilán), území obce přitom může být tvořeno jedním nebo více katastrálními územími.Přehled všech existujících obcí v Česku je uveden v článku Seznam obcí v Česku.

## Typy vesnic
Vesnice lze dělit do typů podle půdorysu, s přihlédnutím k tvaru plužiny:
- pravidelné formy soustředěné (semknuté):
  - silniční ves
  - ulicová vesnice
  - vesnice kruhového typu
  - řádková ves
  - návesní silnicovka
  - návesní vesnice
  - lesní návesní ves
- pravidelné formy uvolněné (rozptýlené):
  - krátká řadová ves
  - lesní lánová ves
  - valašská řadová nebo řetězová ves
- nepravidelné formy přírodní (živelné):
  - hromadná ves
  - sedliště
  - víska
  - dvorcová ves

## Vesnice v USA
Anglicky je vesnice village, význam je však v USA trochu jiný. V každém americkém státu přitom může village znamenat něco jiného.

### Stát New York
Ve státě New York je vesnice oficiální obydlená oblast, která leží v určité obci (town). Obec poskytuje obyvatelům vesnice vybrané městské služby. Vesnice má vlastní (i když menší) samosprávu, dokonce může mít i vlastní policejní sbor. Vesnice musí mít minimálně 500 obyvatel a její celková rozloha nesmí přesahovat 13 km². Maximální počet obyvatel však stanoven není, díky tomu má největší vesnice státu New York, Hempstead, přes 55 tisíc obyvatel.